# ニール・ダウ
ニール・S・ダウ (Neal S. Dow、1804年3月20日 - 1897年10月2日)はアメリカの政治家、軍人、禁酒運動家。"禁酒運動のナポレオン"、"禁酒運動の父"の愛称で親しまれる。

## 生い立ち
メイン州ポートランドでクエーカーの息子として生まれた。父ジョサイアの仕事を継ぎ、製革業者となり、 最終的に著名で裕福な革製品業者となった。消防士として志願した。 to gain exemption from militia duty　 because of the reputation of militia musters to be drunken bashes. 毎年恒例の祭典で慣例となっている飲酒を控えるよう周りを説得し、地元で知名度を得た。1827年、メイン州禁酒会を創設した。1837年前に、ワインを許すべきかどうかで分裂した禁酒同盟の指導者となった。

## 禁酒運動

### 背景
19世紀、平均的アメリカ人は、今日の3倍以上のアルコールを摂取していた。回顧録で、彼は「ポートランドでは(他の州と同じく)働く男の給料の大部分は、日々のラム酒に消える。」と指摘した。さらに、 "それが普通であり" 、"今7月には、午前11時と午後4時に、飲酒の為、仕事を中断し、. . . .多くの食料品店がラム酒を、時には歩道沿いに、レモネードの如く、桶に用意しているのを見ることができる。ニール・S・ダウ博物館は、19世紀前半にlower Congress StreetからMunjoy HIllまでのポートランドの主要なビジネス街の約1マイルの間にラム、ジン、ブランデーや他のアルコール飲料の販売店が約300軒あったと推定している。

### ポートランド市長
1837年に禁酒法の成立を試みた。法案は委員会の承認を得ないまま、提出された。1849年、法案はメイン州議会を通過したが、ジョン・W・ダナ知事が署名せずに終わった。1851年4月、ホイッグ党からポートランド市長に選出され、事実上、禁酒法を単独通過させた。そのために、議会と緊密に協力した。多くの議員が拒否権を行使するという期待にもかかわらず、新知事ジョン・ハバードとダウが会談を行い、6月2日、同法は署名された。これは、すぐに"the Maine Law,"として、全米で有名になり、ダウの名声を高めた。"Napoleon of Temperance"と呼ばれ、8月の全国禁酒大会では主要演説者となった。
ポートランド市長として再選に失敗し、禁酒法を広めるため、アメリカとカナダで選挙運動を行った。 1854年、ポートランド市長に立候補するも、落選した。1855年に立候補すると、新しい共和党は公然と、ノウ・ナッシングは密かに支援し、47票差で再選を果たした。

### ポートランド市ラム酒暴動
1855年、ダウが市役所に大量のアルコールを格納したとの噂が駆け巡った。これはその後、市内の医療界への配布用とわかったが、裁判官は、捜査令状を発行し、調査しなければならなかった。州のアルコール禁止記念日である6月2日、約2000人の群衆が市役所の外に集合した。多くはアイルランド系移民であり、アルコールの禁止に反対の立場を取っていた。すぐに乱闘が勃発し、民兵は落ち着くよう求めたが、暴徒が散会を拒否し、ダウは民兵に発砲を命じた。男性1人が死亡し、7人が負傷した。この事件はポートランド市ラム酒暴動として有名になり、ダウは裁判に掛けられた。検察官は元司法長官ネイサン・クリフォード、弁護人は、メイン州禁酒協会創設者ウィリアム・フェッセンデンであった。最終的に無罪となったが、民衆からの支持はひどく下落し、メイン州知事になる道は絶たれた。1856年にメイン州法が廃止された。

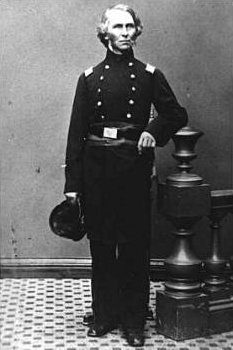
General Neal S. Dow

## 南北戦争

### 初期の役割
熱烈な奴隷廃止論者であり、自宅は秘密結社地下鉄道の集会場であった。ラム酒貿易における西インド奴隷達の保護にも関わった。南北戦争が勃発すると、北軍に志願した。1861年11月23日にメイン州第13歩兵連隊大佐に任命され、 ベンジャミン・バトラー少将指揮下の元ニューオーリンズの戦いに従軍した。1862年4月28日に准将に昇進し、フロリダ州地区の指揮、続いてニューオーリンズ南部の陥落した2つのアメリカ連合国陸軍(南軍)の砦の指揮を割り当てられた。ジャクソン、聖フィリップ砦である。

### ポートハドソン
ポートハドソンの包囲戦では、抜群の働きを見せた。1st Brigade in the 2nd Division of the XIX Corpsを指揮した。5月27日の攻撃中に右腕と 左大腿を負傷し、療養のために近くの農園に送られ、7月上旬に南軍によって捕獲された。リッチモンドとモービルで8ヶ月間投獄された。1864年2月25日に南軍のW・H・F・リー将軍との交換で解放された。刑務所暮らしで健康を害し、1864年11月に除隊した。

### 戦後
ポートランドに帰還後、すぐに禁酒運動の指導者となった。1865年にジェームス・ブラックと国立禁酒協会及び出版社を共同設立した。この運独立運動は後に絶対禁酒主義と発展した。
禁酒法支持者ヘンリー・アダムス・トンプソンを副大統領候補に、1880年アメリカ合衆国大統領選挙ではアメリカ合衆国大統領禁酒党候補であった。10305票を獲得し、第4位になった。 Reminiscences (ポートランド、1898年)を書いた。

### 病気と死
国民の間では、コミカルな政治家としての印象が強いが、一方、1855年から1955年の間続いた共和党支配の立役者として、メイン州の政治に強い影響を残した。
ポートランドで死去し、エバーグリーン墓地（メイン州ポートランド）に埋葬された。ニューヨーク市スタテン島のニール・ダウ・アベニューとチコのニール・ダウ小学校は彼に因んで命名された。

## ニールS.ダウ邸

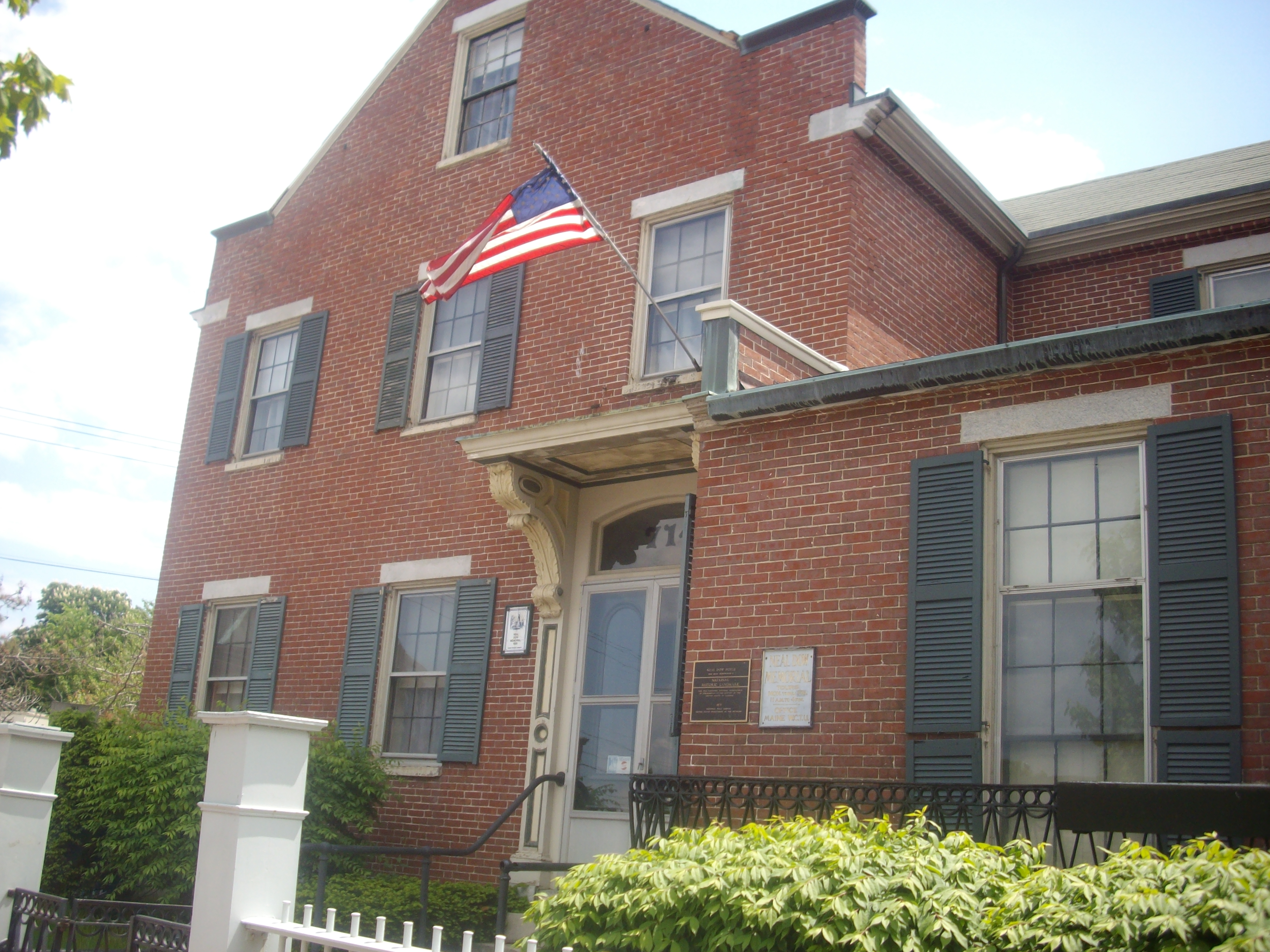
ダウ邸

自宅Neal S. Dow Houseは1829年に建てられた。

## Footnotes
1. ↑  Okrent, Daniel. Last Call
2. ↑  Dow, Neal. Reminiscences. pp. 159
3. ↑  Rolde, Neal (1990). Maine: A Narrative History. Gardiner, ME: Harpswell Press. pp. 175–178. ISBN 0-88448-069-0